# Бријер на Лоари
Бријер на Лоари (фр. Bruère-sur-Loir) је насељено место у Француској у региону Лоара, у департману Сарт.
По подацима из 2011. године у општини је живело 264 становника, а густина насељености је износила 22,76 становника/km².

## Демографија
| 1962. | 1968. | 1975. | 1982. | 1990. | 2011. |
| ----- | ----- | ----- | ----- | ----- | ----- |
| 267   | 263   | 235   | 225   | 218   | 264   |